# マニュアル劇団
『マニュアル劇団』（マニュアルげきだん）は、2011年10月3日から2012年3月26日までテレビ朝日で放送されていたバラエティ番組。放送時間は毎週月曜 25時51分 - 26時21分（日本標準時）。

## 概要
前番組『劇団ひとりの新番組を考える会議』から引き続き劇団ひとりがメインを務めた深夜番組である。
当初は、劇団ひとりが仕事から遊び、子育てから人生設計に至るまで様々な事柄に関する独自の「攻略マニュアル」を作成するため、ゲストパネラーと取材VTRを見ながらトークをするスタジオトーク番組であったが、2012年1月に「検証マニュアル」企画がスタートからは、番組が提案するマニュアルを劇団ひとりとゲストのお笑い芸人が体を張って検証する内容になった。

## 出演者
- 劇団ひとり
- 島本真衣（テレビ朝日アナウンサー）

## 放送局
| 放送対象地域   | 放送局             | 系列           | 放送日時                 | 放送開始日     | 備考    |
| -------------- | ------------------ | -------------- | ------------------------ | -------------- | ------- |
| 関東広域圏     | テレビ朝日 (EX)    | テレビ朝日系列 | 月曜 25時51分 - 26時21分 | 2011年10月3日  | 製作局  |
| 香川県・岡山県 | 瀬戸内海放送 (KSB) | テレビ朝日系列 | 月曜 24時20分 - 24時50分 | 2011年10月10日 | 7日遅れ |
| 福岡県         | 九州朝日放送 (KBC) | テレビ朝日系列 | 火曜 25時50分 - 26時20分 | 2012年2月21日  |         |

## スタッフ
- ナレーター：大江戸よし々
- 構成：石原健次、長谷川大雲、藤本昌平、大平尚志
- ロケ技術：テーク・ワン
- 美術：出口智浩
- 美術進行：吉居真夏（テレビ朝日クリエイト）
- 大道具：中沢誠
- モニター：鈴木久
- メイク：古宿沙織
- CGデザイン：藤井俊郎
- 編集：山本研
- MA：大山博
- 音効：岩谷知朗
- TK：丸山和子
- 編成：松瀬俊一郎、荒井祥之、二階堂義明
- 宣伝：樽井勝弘
- 協力：太田プロダクション
- ディレクター：持田順也、藤井裕久
- ゼネラルプロデューサー・演出：保坂広司
- 製作著作：テレビ朝日